# Tomka Péter
Tomka Péter (Rimaszombat, 1940. október 13. –) elsősorban népvándorláskorral és a honfoglalás korával foglalkozó régész.

## Élete
Középiskolai tanulmányait 1959-ben végezte a körmendi Kölcsey Ferenc Gimnáziumban. Egyetemi tanulmányait 1960–1965 között végezte az ELTE Bölcsészettudományi karának mongol-régészet szakán. Diplomamunkáját Avar kori lovastemetkezések és belső ázsiai kapcsolataik címmel írta. 1984-ben egyetemi doktori címet szerzett A pannonhalmi hun fejedelmi lelet című munkájával.
1965-1970 között mint múzeumi régész helyezkedett el a soproni Liszt Ferenc Múzeumban, majd 1970-1991 között a győri Xántus János Múzeumban. 1991-1995 között az ELTE Régészeti Tanszékén volt adjunktus. Elsősorban népvándorláskorból tartott előadásokat. 1995-től ismét a Xántus János Múzeumban lett régész, főmuzeológus egészen 2006-ig.
Fontosabb feltárásokat végzett Sopronban, Mosonmagyaróváron, Győrben és Ménfőcsanakon.
1965 óta tagja a Magyar Régészeti és Művészettörténeti Társulatnak, ill. a Kőrösi Csoma Társaságnak. 2006-ban alapító tagja volt a Magyar Régész Szövetségnek. A Hadak Útján régészeti konferenciasorozat állandó résztvevő-szervezője.

## Művei
- 1971 A Győr, Téglavető dülői avar temető belső csoportjai. Arrabona 13, 55-97.
- 1986 Archäologische Studien zur Ethnographie der awarenzeitlichen Völker. Mitteilungen der Anthropologischen Gesellschaft in Wien 116, 155-168.
- 1998 A sopronkőhidai 9. századi település. Arrabona 36, 45–84, 294.
- 2003 Az avar kori temetkezési szokások kutatásának újabb eredményei. Kettős és többes temetkezések. Arrabona 31/1–2, 11–56.
- 2005 Langobardenforschung in Nordwestungarn. In: Walter Pohl (Hrsg.): Die Langobarden. Herrschaft und Identität. Wien, 247–264.
- 2005 Korai avar sírok Börcs-Nagydombon (Győr-Moson-Sopron megye). Arch. Ért. 130, 137–179.
- 2008 Innere Migranten an einer Strassenkreuzung – Regionsfremde in der Kleinen Tiefebene. In: Bemmann, J. / Schmauder, M. (Hrsg.): Kulturwandel in Mitteleuropa – Langobarden – Awaren – Slawen. Bonn, 601-618.
- 2008 Langobardok a Kisalföldön. In: Molnár, A. / Nagy, A. / Tomka, P. (Hrsg.): Jöttek – mentek – Langobardok és avarok a Kisalföldön. Győr, 7-29.
- 2008 Kora- és közép avar temető Ménfőcsanak-Bevásárlóközpont területén. In: Molnár, A. / Nagy, A. / Tomka, P. (Hrsg.): Jöttek – mentek – Langobardok és avarok a Kisalföldön. Győr, 123-133.
- Jöttek – mentek. Langobardok és avarok a Kisalföldön. Kiállításvezető. Xántus János Múzeum, Győr, 2008. október 9–2009. január 30.; szerk. Molnár Attila, Nagy Andrea, Tomka Péter; Győr-Moson-Sopron megyei Múzeumok Igazgatósága, Győr, 2008 (A Győr-Moson-Sopron megyei múzeumok kiállításvezetője)
- Hadak útján. A népvándorlás kor kutatóinak XIX. konferenciája. Xántus János Múzeum, Győr, 2008. október 20–22.; szerk. Bíró Szilvia, Tomka Péter; Győr-Moson-Sopron megyei Múzeumok Igazgatósága, Győr, 2011 (Tanulmányok Győr-Moson-Sopron Megyei Múzeumok Igazgatósága)

## Kitüntetései

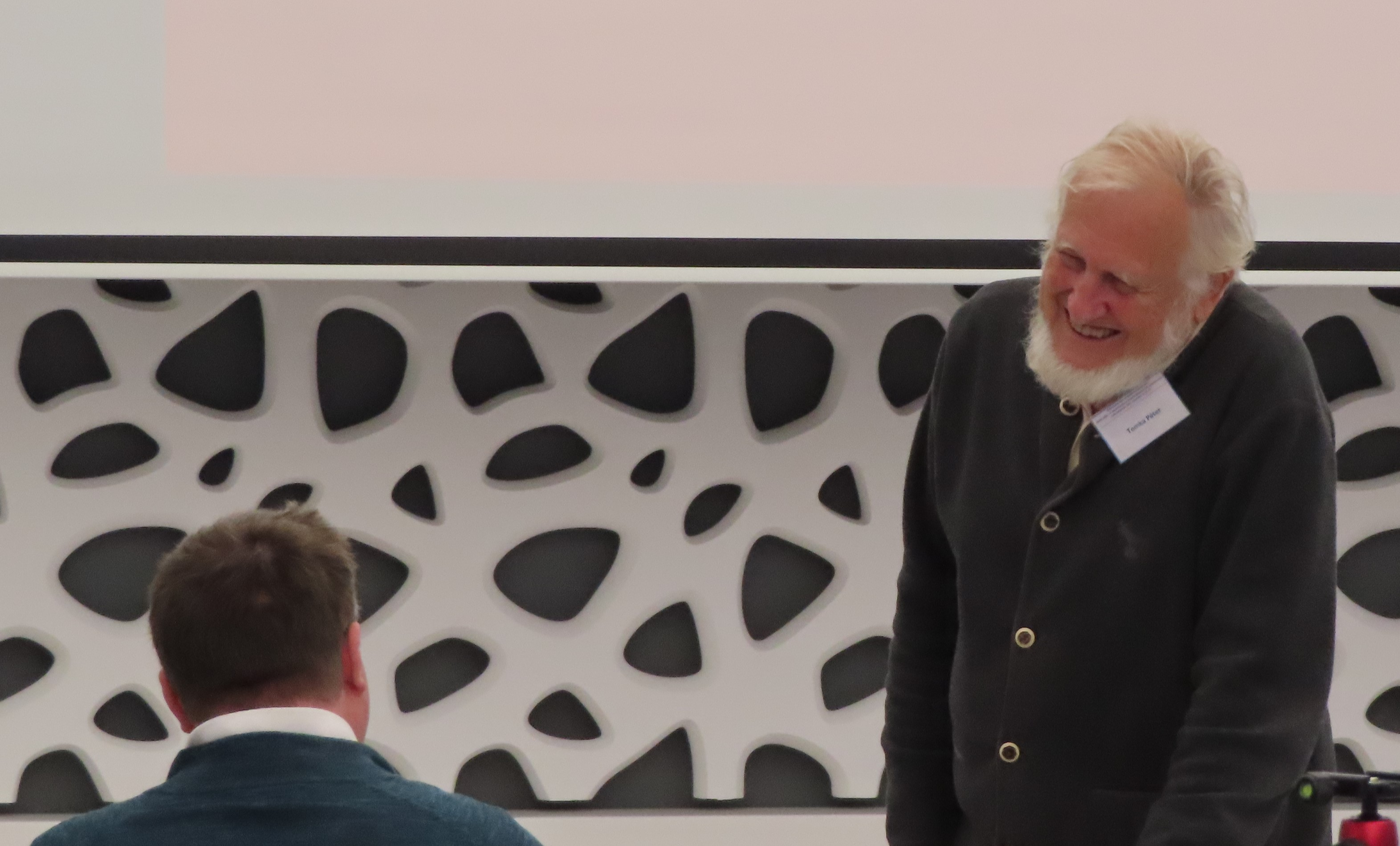
2021-ben

- 1980 Szocialista Kultúráért
- 1990 Kuzsinszky Bálint-emlékérem
- 1990 Barkóczy-díj
- 2008 Rómer Flóris-emlékérem
- 2008 Schönvisner István-emlékérem